# Erbschaftsteuer in Tschechien
In der Tschechischen Republik wurden für den Erwerb von Todes wegen Erbschaftsteuer und  für unentgeltliche Zuwendungen unter Lebenden Schenkungssteuer nur erhoben, wenn es sich bei den Erwerbern um ferne Verwandte des Erblassers oder Schenkers, um Nichtverwandte sowie um juristische Personen handelt. 2014 wurde die Erbschaftsteuer in Tschechien abgeschafft. Steuerpflichtige Zuwendungen sind jetzt einkommensteuerpflichtig.

## Gesetzliche Grundlage
Grundlage für die Erbschaft- und Schenkungssteuer war das Gesetz  über die Erbschaft-, Schenkung- und Immobilienübertragungssteuer. Das Gesetz wurde im Jahre 1999 dahingehend  novelliert, dass die engere Familie (Steuerklasse I, vgl. unten) von der Erbschaftsteuer befreit wurde, im Jahre 2007 dann dahingehend, dass mit Wirkung vom 1. Januar 2008 auch die weitere Familie (Steuerklasse II, vgl. unten) von der Erbschaftsteuer und alle genannten Familienmitglieder von der Schenkungssteuer befreit wurden; dies galt auch für bestimmte mit dem Erblasser oder Schenker zusammen lebende  Personen.

## Sachliche und persönliche Steuerpflicht
Der Steuer unterlagen alle Erwerbe von in Tschechien gelegenen Grundstücken, nicht jedoch ausländischer Grundbesitz. War der Erblasser tschechischer Staatsangehöriger und hatte seinen Wohnsitz in Tschechien, so unterlagen dessen gesamtes inländisches und ausländisches bewegliches Vermögen der Steuer. Ansonsten, also bei im Ausland wohnenden Tschechen oder in Tschechien wohnenden Ausländern, wurde nur das inländische bewegliche Vermögen bei der Steuer berücksichtigt. Maßgebend für die Bewertung war der Verkehrswert, von dem die Schulden, Erbfallkosten und die Beerdigungskosten, soweit sie im angemessenen Rahmen liegen, abgezogen werden konnten.

## Steuerklassen, Freistellungen und Freibeträge
Das Gesetz unterschied drei Steuerklassen.
- Steuerklasse I: Ehegatten und Verwandte gerader Linie (wie Kinder und Kindeskinder oder Eltern und Voreltern)
- Steuerklasse II: Verwandte der Seitenlinie wie Geschwister, Neffen, Nichten, Tanten und Onkel; Schwiegerkinder und Schwiegereltern, Stiefkinder und Stiefeltern; mit dem Erblasser zum Zeitpunkt des Übergangs mindestens ein Jahr im gemeinsamen Haushalt zusammen lebende und dort mit versorgte Personen oder solche, die auf den Unterhalt des Erblassers angewiesen waren
- Steuerklasse III: alle übrigen natürlichen und juristischen Personen.

Erwerber der Steuerklassen I und II waren von der Steuer freigestellt. Von der Steuer befreit waren auch staatliche und kommunale Körperschaften, Hochschulen und Forschungseinrichtungen sowie gemeinnützige Organisationen im Bereich des Gesundheitswesens und kirchliche Einrichtungen.

## Steuersätze
Die Erbschaftsteuer wurde in Höhe eines Steuersatzes aus dem Nettowert des Erwerbs erhoben, wobei bis zum Höchstbetrag von 50.000.000 Tschechischen Kronen (ca. 1.923.000 Euro) zehn ansteigende Wertgruppen gebildet werden, für die unter Anwendung des jeweils gültigen Steuersatzes die Steuer errechnet wird. Bei den allein noch steuerpflichtigen Erwerbern der Steuerklasse III kamen die sich aus der nachfolgenden Tabelle ergebenden Sätze zur Anwendung.
| Wertgruppe                | Steuersatz |
| ------------------------- | ---------- |
| bis 01.000.000 CZK        | 3,5 %      |
| 1.000.000–02.000.000 CZK  | 4,5 %      |
| 2.000.000–05.000.000 CZK  | 6,0 %      |
| 5.000.000–07.000.000 CZK  | 7,5 %      |
| 7.000.000–10.000.000 CZK  | 9,0 %      |
| 10.000.000–20.000.000 CZK | 10,5 %     |
| 20.000.000–30.000.000 CZK | 12,5 %     |
| 30.000.000–40.000.000 CZK | 15,0 %     |
| 40.000.000–50.000.000 CZK | 17,5 %     |
| über 50.000.000 CZK       | 20,0 %     |

## Besteuerungsverfahren
Schuldner der Steuer war der Erwerber. Soweit Steuerpflicht bestand, mussten die Erwerber binnen 30 Tagen nach rechtskräftigem Abschluss des Nachlassverfahrens eine die erworbenen Gegenstände beschreibende Steuererklärung abgegeben. Die Bewertung erfolgte durch die Steuerverwaltung.

## Schenkungssteuer
Auf der gleichen Basis wie die Erbschaftsteuer wurde auch die Schenkungssteuer erhoben, wobei die oben für die Erbschaftsteuer angeführten Steuersätze jedoch verdoppelt wurden. Seit dem 1. Januar 2008 waren die Steuerklassen I (die trotz der seit 1999 geltenden Befreiung von der Erbschaftsteuer bis zu dem genannten Zeitpunkt weiterhin der Schenkungssteuer unterlagen) und II auch von der Schenkungssteuer befreit. Der Erwerb war schenkungssteuerpflichtig, wenn entweder der Schenker oder der Erwerber eine inländische juristische Person, ein tschechischer Staatsangehöriger oder ein Ausländer mit Wohnsitz oder ständigem Aufenthalt in Tschechien ist. Soweit Zuwendungen aus einem beweglichen Vermögen an einen im Ausland wohnenden Beschenkten erfolgten, unterlagen diese der Steuerpflicht, wenn das geschenkte Gut in Tschechien eingeführt worden ist.

## Doppelbesteuerung
Eine Doppelbesteuerung war nur in Bezug auf im Ausland befindliche Teile des beweglichen Vermögens bei in Tschechien wohnhaften tschechischen Erblassern denkbar. In diesem Fall konnte die für ausländisches Vermögen im Ausland gezahlte Erbschaftsteuer bei der insoweit anfallenden tschechischen Steuer angerechnet werden (§ 4 Abs. 1 Erbschaft-, Schenkung- und Immobilienübertragsungssteuergesetz). Ein Abkommen zur Vermeidung der Doppelbesteuerung auf dem Gebiet der Erbschaft- und Schenkungssteuer besteht nur mit der Slowakischen Republik (das eine gegenseitige Anrechnung der Steuer vorsieht).